# Німеччина на літніх Олімпійських іграх 1896
Німеччина брала участь на перших літніх Олімпійських іграх 1896 і була представлена 19 спортсменами в шести видах спорту. За результатами змагань команда зайняла третє місце в загальнокомандному медальному заліку.

## Медалісти

### Золото
| Золото | |                                             |
| №      | Спортсмени | Вид спорту (дисципліна)                     |
| 1      | Карл Шуман | Боротьба                                    |
| 2      | Конрад Бьокер Герман Вайнгертнер Фріц Гофман Фріц Мантойфель Карл Нойкірх Ріхард Рьоштель Альфред Флатов Густав Флатов Георг Хіллмар Карл Шуман Густав Шуфт | Спортивна гімнастика (командні бруси)       |
| 3      | Конрад Бьокер Герман Вайнгертнер Фріц Гофман Фріц Мантойфель Карл Нойкірх Ріхард Рьоштель Альфред Флатов Густав Флатов Георг Хіллмар Карл Шуман Густав Шуфт | Спортивна гімнастика (командна перекладина) |
| 4      | Карл Шуман | Спортивна гімнастика (опорний стрибок)      |
| 5      | Герман Вайнгертнер | Спортивна гімнастика (перекладина)          |
| 6      | Альфред Флатов | Спортивна гімнастика (паралельні бруси)     |

### Срібло
| Срібло |                    |                                    |
| №      | Спортсмени         | Вид спорту (дисципліна)            |
| 6      | Август фон Гьодріх | Велоспорт (шосейна гонка)          |
| 6      | Фриц Гофман        | Легка атлетика (біг на 100 метрів) |
| 6      | Герман Вайнгертнер | Спортивна гімнастика (кінь)        |
| 6      | Герман Вайнгертнер | Спортивна гімнастика (кільця)      |
| 6      | Альфред Флатов     | Спортивна гімнастика (перекладина) |

### Бронза
| Бронза |                    |                                          |
| №      | Спортсмени         | Вид спорту (дисципліна)                  |
| 6      | Герман Вайнгертнер | Спортивна гімнастика (опорний стрибок)   |
| 6      | Фріц Гофман        | Спортивна гімнастика (лазіння по канату) |

## Результати змагань

### Боротьба
| Спортсмени | Чвертьфінал                   | Півфінал           | Фінал                       |
| Спортсмени | Суперник Результат            | Суперник Результат | Суперник Результат          |
| ---------- | ----------------------------- | ------------------ | --------------------------- |
| Карл Шуман | Ланчестон Елліот (GBR) виграв |                    | Георгіос Цитас (GRE) виграв |

### Велоспорт
Спортсмени, виділені курсивом, згадуються не у всіх джерелах.
| Змагання         | Спортсмени         | Фінал     | Фінал |
| Змагання         | Спортсмени         | Результат | Місце |
| ---------------- | ------------------ | --------- | ----- |
| Спринт           | Йозеф Роземаєр     | DNF       | —     |
| Гіт на 333,3 м   | Теодор Лойпольд    | 27,0 с    | 5     |
| Гіт на 333,3 м   | Йозеф Роземаєр     | 27,2 с    | 8     |
| 10 кілометрів    | Йозеф Роземаєр     | невідомий | 4     |
| 100 кілометрів   | Бернард Кнубель    | DNF       | —     |
| 100 кілометрів   | Теодор Лойполь     | DNF       | —     |
| 100 кілометрів   | Йозеф Вельценбахер | DNF       | —     |
| 100 кілометрів   | Йозеф Роземаєр     | DNF       | —     |
| 12-годинна гонка | Йозеф Вельценбахер | DNF       | —     |
| Шосейна гонка    | Август фон Гьодріх | 3:42:18   | 2     |

### Легка атлетика
| Змагання               | Спортсмени    | Попередній раунд | Попередній раунд | Фінал      | Фінал      |
| Змагання               | Спортсмени    | Результат        | Місце            | Результат  | Місце      |
| ---------------------- | ------------- | ---------------- | ---------------- | ---------- | ---------- |
| 100 метрів             | Фріц Гофман   | 12,75 c          | 2                | 12,2 с     | 2          |
| 100 метрів             | Фрідріх Траун | невідомий        | 3                | не пройшов | не пройшов |
| 100 метрів             | Курт Дьоррі   | невідомий        | 5                | не пройшов | не пройшов |
| 400 метрів             | Фріц Гофман   | 58,6 с           | 2                | невідомий  | 4          |
| 400 метрів             | Курт Дьоррі   | невідомий        | 3-4              | не пройшов | не пройшов |
| 800 метрів             | Фрідріх Траун | невідомий        | 3                | не пройшов | не пройшов |
| 1500 метрів            | Карл Галле    |                  |                  | невідомий  | 4          |
| 110 метрів з бар'єрами | Курт Дьоррі   | невідомий        | 3-4              | не пройшов | не пройшов |
| Стрибки в довжину      | Карл Шуман    |                  |                  | невідомий  | 5-9        |
| Потрійний стрибок      | Карл Шуман    |                  |                  | невідомий  | 5          |
| Потрійний стрибок      | Фріц Гофман   |                  |                  | невідомий  | 6-7        |
| Стрибки в висоту       | Фріц Гофман   |                  |                  | 1,55 м     | 5          |
| Штовхання ядра         | Фріц Гофман   |                  |                  | невідомий  | 5-7        |
| Штовхання ядра         | Карл Шуман    |                  |                  | невідомий  | 5-7        |

### Спортивна гімнастика

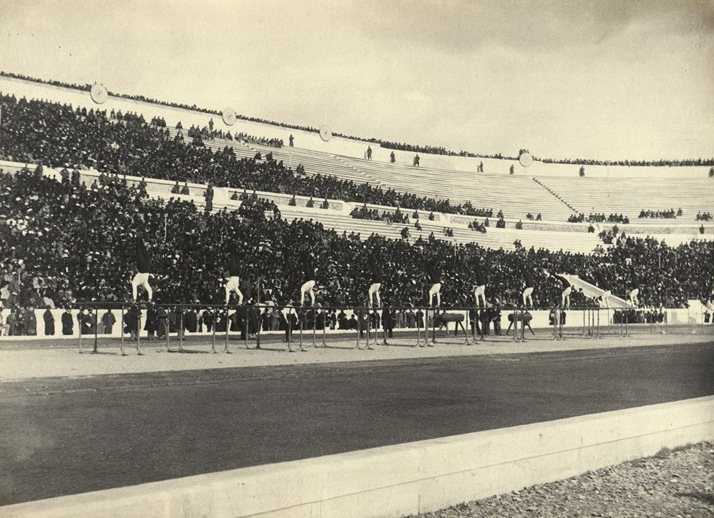
Німецька команда під час командних вправ на брусах

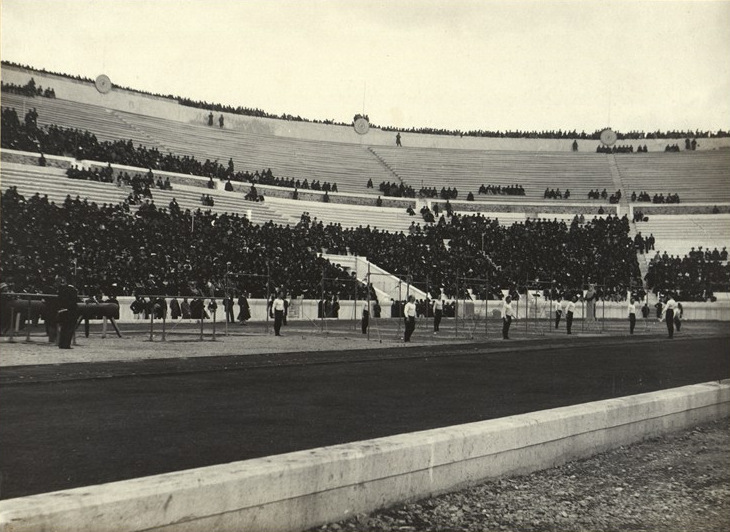
Німецька команда під час командних вправ на перекладині

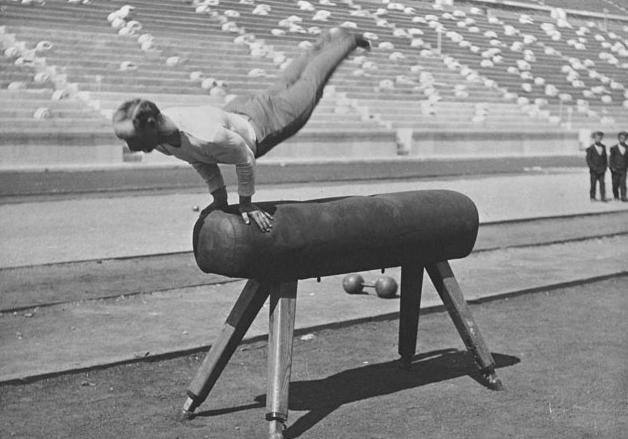
Карл Шуман під час вправ на коні

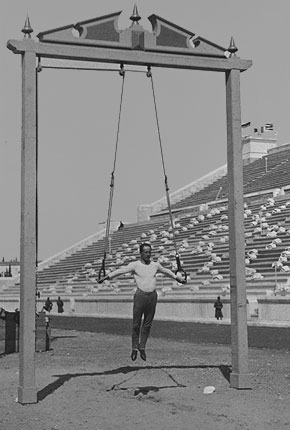
Герман Вайнгертнер у вправах на кільцях

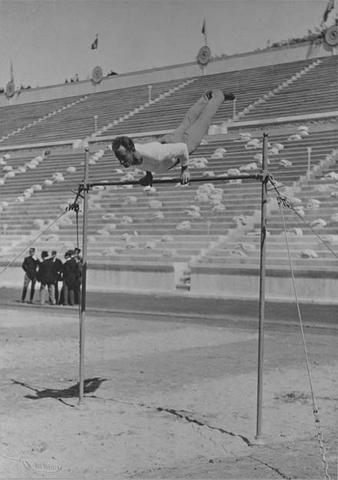
Чемпіон Герман Вайнгертнер під час вправ на перекладині

| Змагання             | Спортсмени | Фінал | Результат |
| -------------------- | --- | ----- | --------- |
| Командні бруси       | Конрад Бьокер, Герман Вайнгертнер, Фріц Гофман, Фріц Мантойфель, Карл Нойкірх, Ріхард Рьоштель, Альфред Флатов, Густав Флатов, Георг Хіллмар, Карл Шуман, Густав Шуфт | 1     |           |
| Командна перекладина | Конрад Бьокер, Герман Вайнгертнер, Фріц Гофман, Фріц Мантойфель, Карл Нойкірх, Ріхард Рьоштель, Альфред Флатов, Густав Флатов, Георг Хіллмар, Карл Шуман, Густав Шуфт | 1     |           |
| Опорний стрибок      | Карл Шуман | 1     |           |
| Опорний стрибок      | Герман Вайнгертнер | 3     |           |
| Опорний стрибок      | Конрад Бьокер | 4-15  |           |
| Опорний стрибок      | Фріц Мантойфель | 4-15  |           |
| Опорний стрибок      | Карл Нойкірх | 4-15  |           |
| Опорний стрибок      | Ріхард Рьоштель | 4-15  |           |
| Опорний стрибок      | Альфред Флатов | 4-15  |           |
| Опорний стрибок      | Густав Флатов | 4-15  |           |
| Опорний стрибок      | Георг Хіллмар | 4-15  |           |
| Опорний стрибок      | Густав Шуфт | 4-15  |           |
| Кінь                 | Герман Вайнгертнер | 2     |           |
| Кінь                 | Конрад Бьокер | 3-14  |           |
| Кінь                 | Фріц Мантойфель | 3-14  |           |
| Кінь                 | Карл Нойкірх | 3-14  |           |
| Кінь                 | Ріхард Рьоштель | 3-14  |           |
| Кінь                 | Альфред Флатов | 3-14  |           |
| Кінь                 | Густав Флатов | 3-14  |           |
| Кінь                 | Георг Хіллмар | 3-14  |           |
| Кінь                 | Карл Шуман | 3-14  |           |
| Кінь                 | Густав Шуфт | 3-14  |           |
| Кяльця               | Герман Вайнгертнер | 2     |           |
| Кяльця               | Карл Шуман | 4     |           |
| Кяльця               | Конрад Бьокер | 5-8   |           |
| Кяльця               | Альфред Флатов | 5-8   |           |
| Кяльця               | Густав Флатов | 5-8   |           |
| Перекладина          | Герман Вайнгертнер | 1     |           |
| Перекладина          | Альфред Флатов | 2     |           |
| Перекладина          | Конрад Бьокер | 3-15  |           |
| Перекладина          | Фріц Мантойфель | 3-15  |           |
| Перекладина          | Карл Нойкірх | 3-15  |           |
| Перекладина          | Рихард Рьоштель | 3-15  |           |
| Перекладина          | Густав Флатов | 3-15  |           |
| Перекладина          | Георг Хіллмар | 3-15  |           |
| Перекладина          | Карл Шуман | 3-15  |           |
| Перекладина          | Густав Шуфт | 3-15  |           |
| Паралельні бруси     | Альфред Флатов | 1     |           |
| Паралельні бруси     | Конрад Бьокер | 3-18  |           |
| Паралельні бруси     | Герман Вайнгертнер | 3-18  |           |
| Паралельні бруси     | Фріц Мантойфель | 3-18  |           |
| Паралельні бруси     | Карл Нойкірх | 3-18  |           |
| Паралельні бруси     | Ріхард Рьоштель | 3-18  |           |
| Паралельні бруси     | Густав Флатов | 3-18  |           |
| Паралельні бруси     | Георг Хіллмар | 3-18  |           |
| Паралельні бруси     | Карл Шуман | 3-18  |           |
| Паралельні бруси     | Густав Шуфт | 3-18  |           |
| Лазіння по канату    | Фріц Гофман | 3     | 12,5 м    |

### Теніс
Курсивом виділені пари, чиї результати були зараховані змішаній команді.
| Змагання         | Спортсмени                          | Перший раунд                                                       | Другий раунд       | Півфінал           | Фінал                                                                          |
| Змагання         | Спортсмени                          | Суперник Результат                                                 | Суперник Результат | Суперник Результат | Суперник Результат                                                             |
| ---------------- | ----------------------------------- | ------------------------------------------------------------------ | ------------------ | ------------------ | ------------------------------------------------------------------------------ |
| Одиночний розряд | Фрідріх Траун                       | Джон Пій Боланд (GBR) програв                                      | не пройшов         | не пройшов         | не пройшов                                                                     |
| Парний розряд    | Фрідріх Траун Джон Пій Боланд (GBR) | Арістідіс Акратопулос (GRE) Константінос Акратопулос (GRE) виграли |                    |                    | Діонісіос Касдагліс (GRE) Деметріос Петрококкінос (GRE) виграли; 5-7, 6-3, 6-3 |

### Важка атлетика
| Змагання             | Спортсмени | Фінал     | Фінал |
| Змагання             | Спортсмени | Результат | Місце |
| -------------------- | ---------- | --------- | ----- |
| Поштовх двома руками | Карл Шуман | 90,0 кг   | 4     |